# ایمانگالا، هیریور
ایمانگالا، هیریور (به انگلیسی: Aimangala, Hiriyur) یک روستا در هند است که در کارناتاکا واقع شده‌است.